# Garovaglia subelegans
Garovaglia subelegans är en bladmossart som beskrevs av Brotherus 1900. Garovaglia subelegans ingår i släktet Garovaglia och familjen Pterobryaceae. Inga underarter finns listade i Catalogue of Life.